# Assin North District
Assin North District ist einer von 13 Distrikten der Central Region von Ghana. Er grenzt an die Distrikte Assin South, Twifo/Heman/Lower Denkyira, Upper Denkyira und Asikuma/Odoben/Brakwa in der Central Region. Ferner grenzt der Distrikt an die Eastern Region mit dem Distrikt Birim South und an die Ashanti Region mit dem Distrikt Adansi South. Chief Executive des Distriktes ist Kwabena Karikari-Appau in der Hauptstadt Assin Bereku.
Der Assin North wurde erst im Jahr 2004 per Dekret vom 12. November 2003 von Präsident John Agyekum Kufuor aus dem ehemaligen Distrikt Assin gegründet. Ebenfalls aus diesem ehemaligen Distrikt entstand der Assin South District.

## Wahlkreise
Im Distrikt Assin North wurde ein gleichnamiger Wahlkreis eingerichtet. Im Wahlkreis Assin North errang Ken Ohene Agyapong für die Partei New Patriotic Party (NPP) bei den Parlamentswahlen 2004 den Sitz im ghanaischen Parlament. 

## Ortschaften
| - Assin Bereku - Assin Akonfudi - Assin Akropong - Assin Nyankomasi - Assin Praso - Fanti Nyankomasi - Assin Nsuta | - Assin Dansame - Assin Awsem - Assin Kushea - Assin Dompem - Assin Manso - Assin Wurakese |